# ПАЗ-672

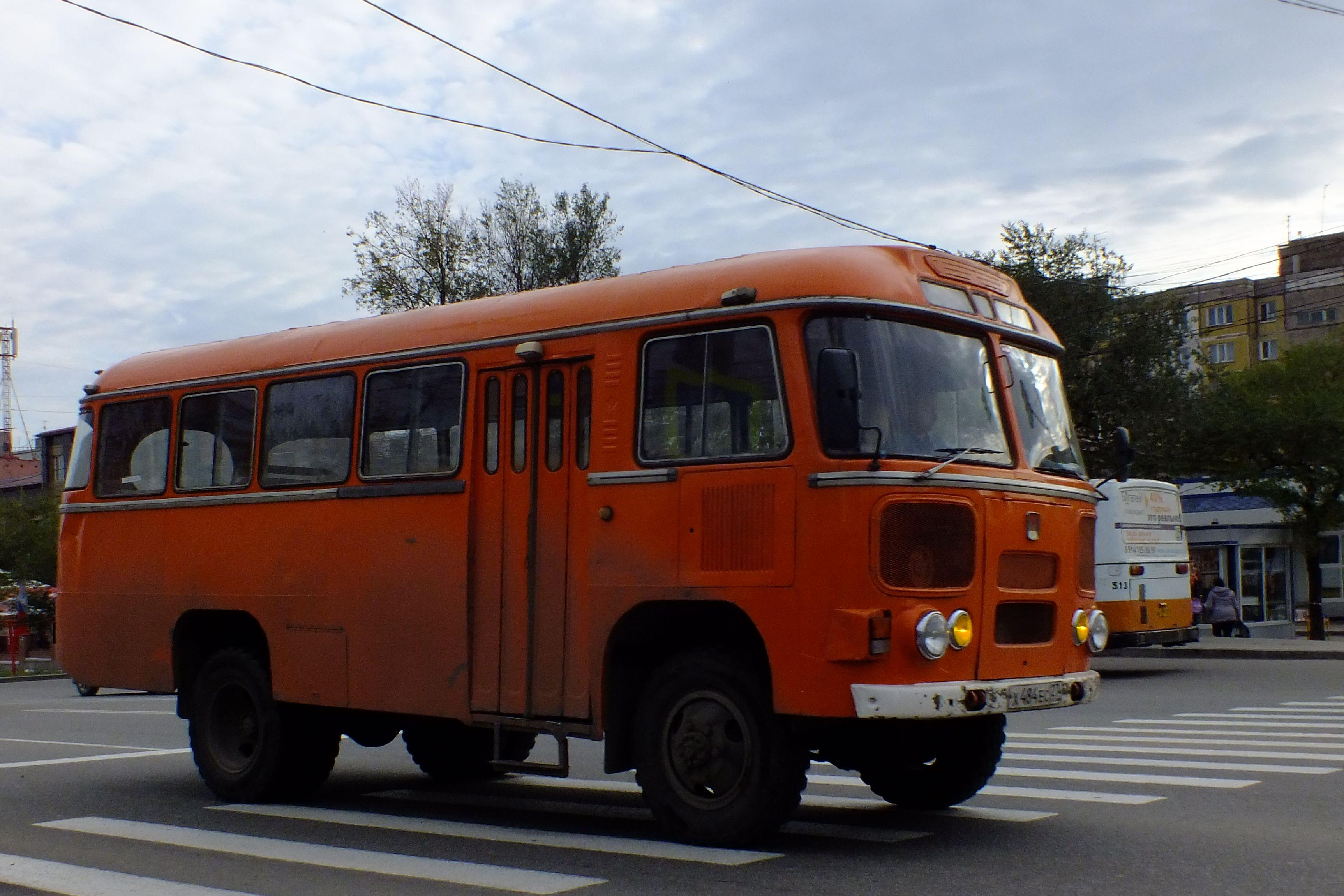
Полноприводный автобус ПАЗ-3201

ПАЗ-672 и ПАЗ-3201  — советские автобусы малого класса, производившиеся Павловским автобусным заводом в 1967—1989 годах. Автобус представлял из себя модернизированную версию модели ПАЗ-652. Автобусы ПАЗ-672 были предназначены для районных и пригородных маршрутов с малым пассажиропотоком, хотя они использовались и используются в городах, зачастую в роли маршрутных такси, служебных автобусов или автокатафалков.

## История
Разработка автобуса ПАЗ-672 началась в 1957 году. Это было дальнейшее развитие модели ПАЗ-652Б. На автобусе применён 8-цилиндровый V-образный двигатель и ходовая часть от грузовика ГАЗ-53, рулевое управление с гидроусилителем. Параллельно разрабатывался пассажирский прицеп ПАЗ-750 (серийно не выпускался). Технический проект был готов в конце 1958 года. Первый прототип, внешне мало отличавшийся от ПАЗ-652, изготовлен в ноябре 1959 года. В процессе дальнейшей работы над автобусом учитывались выявленные недостатки ПАЗ-652, а также новые наработки по грузовикам ГАЗ-52 и ГАЗ-53. В декабре 1960 года появился новый вариант ПАЗ-672. Основание кузова было использовано от ПАЗ-652Б, тормозная система получила раздельный привод на передний и задний мосты. В 1961 и 1963 годах построены три прототипа. После проведения ведомственных испытаний в конце 1963 года автобус был рекомендован в серийное производство.
В 1964 году каркас кузова был полностью переработан, его масса снизилась, увеличился размер боковых окон. Новый вариант автобуса был воплощён в металле к первомайским праздникам. Планировалось до конца года выпустить пятьсот автобусов. Но подготовка к производству сильно затянулась. И в 1965, и в 1966 годах начать производство не удалось. Первые серийные ПАЗ-672 увидели свет только в 1967 году. Тем временем разрабатывались новые модификации автобуса. Всего было построено около двух десятков опытных образцов. В июле 1966 года пять автобусов совершили автопробег по маршруту Павлово — Ереван — Павлово.
25 октября 1967 года в сборочном цехе № 2 были сварены первые два кузова серийных ПАЗ-672. Через месяц с конвейера сборочного цеха № 1 сошли четыре автобуса, а всего до конца года были сданы десять машин. В ноябре 1968 года было прекращено производство ПАЗ-652Б, и завод полностью перешёл на выпуск ПАЗ-672.
В декабре 1969 года было принято решение о модернизации автобуса. Был увеличен ресурс двигателя, повышена надёжность гидроусилителя руля и тормозов, проведена герметизация кузова.
Изменения вносились постоянно. Однако на индексе автобуса это никак не сказывалось. Бытует ошибочное мнение, будто модернизированный в начале 1970-х годов автобус стал называться ПАЗ-672Б, однако модификации автобуса ПАЗ-672 с индексом «Б» согласно технической документации не существовало. С 1975 года ресурс до капремонта был увеличен до 320 тыс. км, с 1979 — до 330 тыс. км. В 1980 году на полигоне НАМИ прошёл испытания модернизированный автобус ПАЗ-672М, имевший ресурс до капремонта 350 тыс. км. Производство ПАЗ-672М началось в декабре 1982 года. До конца 1989 года было выпущено 90 645 автобусов этой модификации. Отдельно стоит упомянуть и про особенности внешней светотехники автобуса. Ещё одно ошибочное мнение заключается в том, что новые передние указатели поворота и габаритные огни, а также задние фонари квадратной формы, собранные в единую вертикальную секцию стали устанавливаться на автобусы ПАЗ-672М, то есть с 1982 года. На самом деле установка новой светотехники соответствующей правилам ЕЭК ООН осуществлялась поэтапно в 1978 году. Вначале установили задние фонари, оставив передние указатели поворота без изменений, а затем автобус оснастили новыми передними указателями поворота, совмещёнными с габаритными огнями.
Производство автобуса ПАЗ-672М прекратилось 30 ноября 1989 года, он уступил место на конвейере более современному автобусу ПАЗ-3205. Всего было выпущено 190 150 автобусов ПАЗ-672, а вместе с модификациями — 288 688.

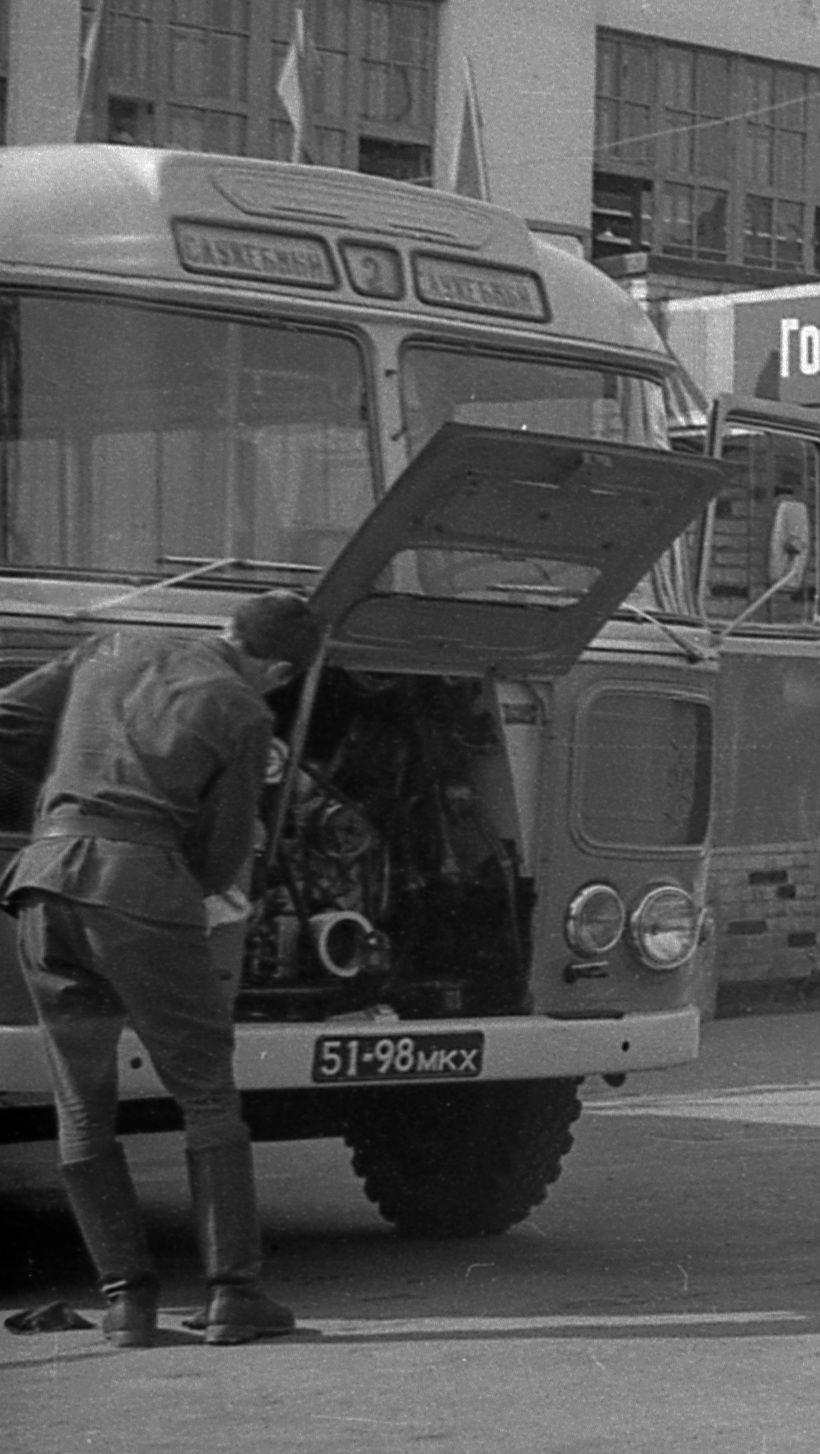
Осмотр двигателя

## Технические характеристики ПАЗ-672
- Длина: 7150 мм
- Ширина: 2440 мм
- Высота: 2952 мм
- Колёсная база: 3600 мм
- Минимальный дорожный просвет: 280 мм
- Масса снаряжённого автобуса: 4535 кг
- Полная масса: 7825 кг
- Сидячих мест: 23
- Общая пассажировместимость: 45 человек (на практике перевозилось до 100 человек)
- Максимальная скорость: 80 км/ч
- Расход топлива: 20,5 л/100 км
- Двигатель: ЗМЗ-672 семейства ЗМЗ-53, карбюраторный, V-образный, четырёхтактный, восьмицилиндровый, верхнеклапанный, рабочий объём 4,25 л, максимальная мощность — 115 л. с. (С двигателем ЗМЗ-672.11 максимальная мощность — 120 л. с. )
- Сцепление: однодисковое, сухое с гидравлическим приводом
- Коробка передач: механическая, четырёхступенчатая
- Главная передача: одинарная, гипоидная
- Рулевой механизм: глобоидальный червяк и трёхгребеневый ролик
- Размер шин: 970×234 мм

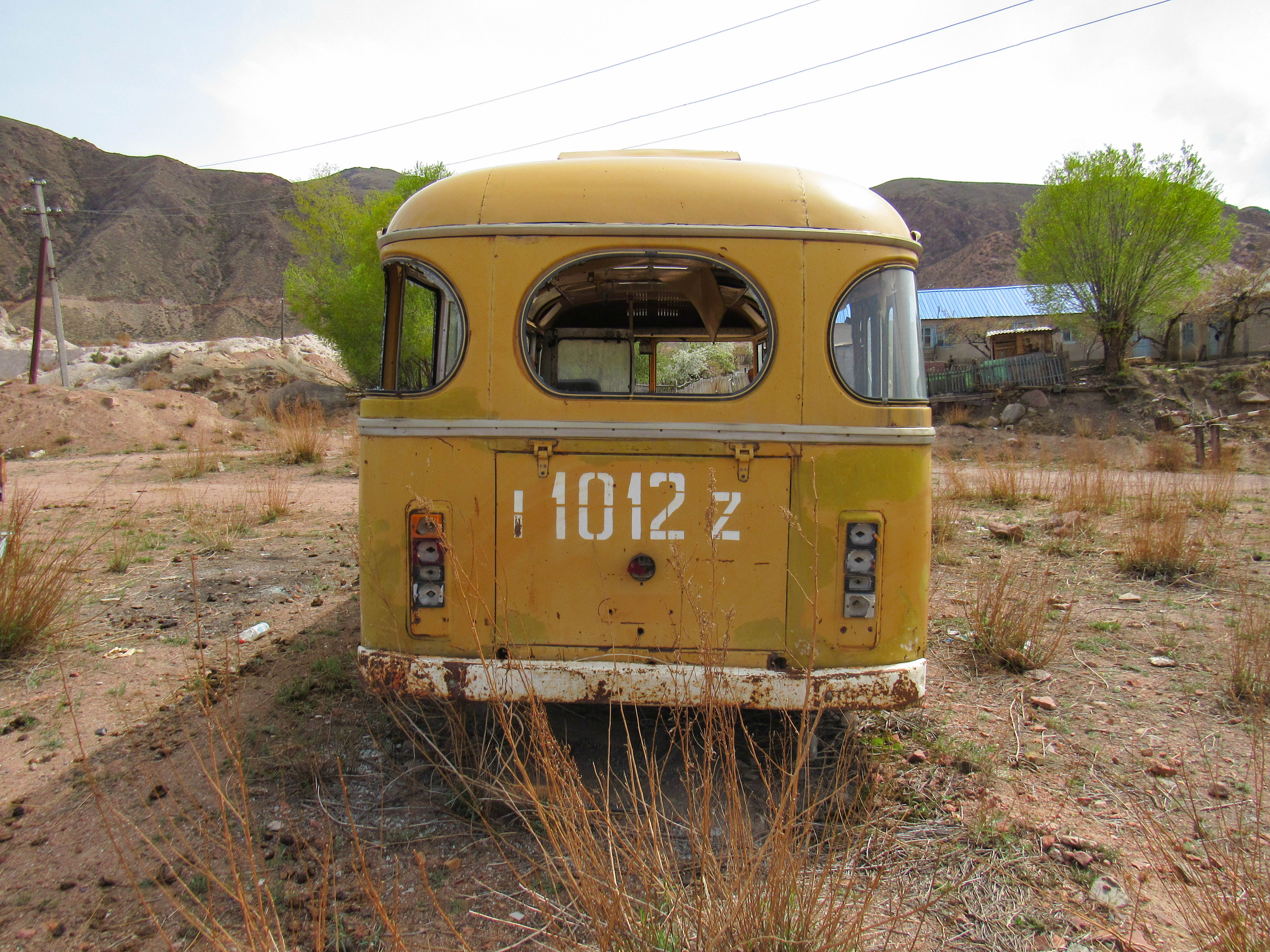
ПАЗ-672, дверца в задней части автобуса

В задней части автобуса имеется дверца (люк) для загрузки/выгрузки раненых и носилочных больных на случай переоборудования под санитарный автобус.

## Модификации

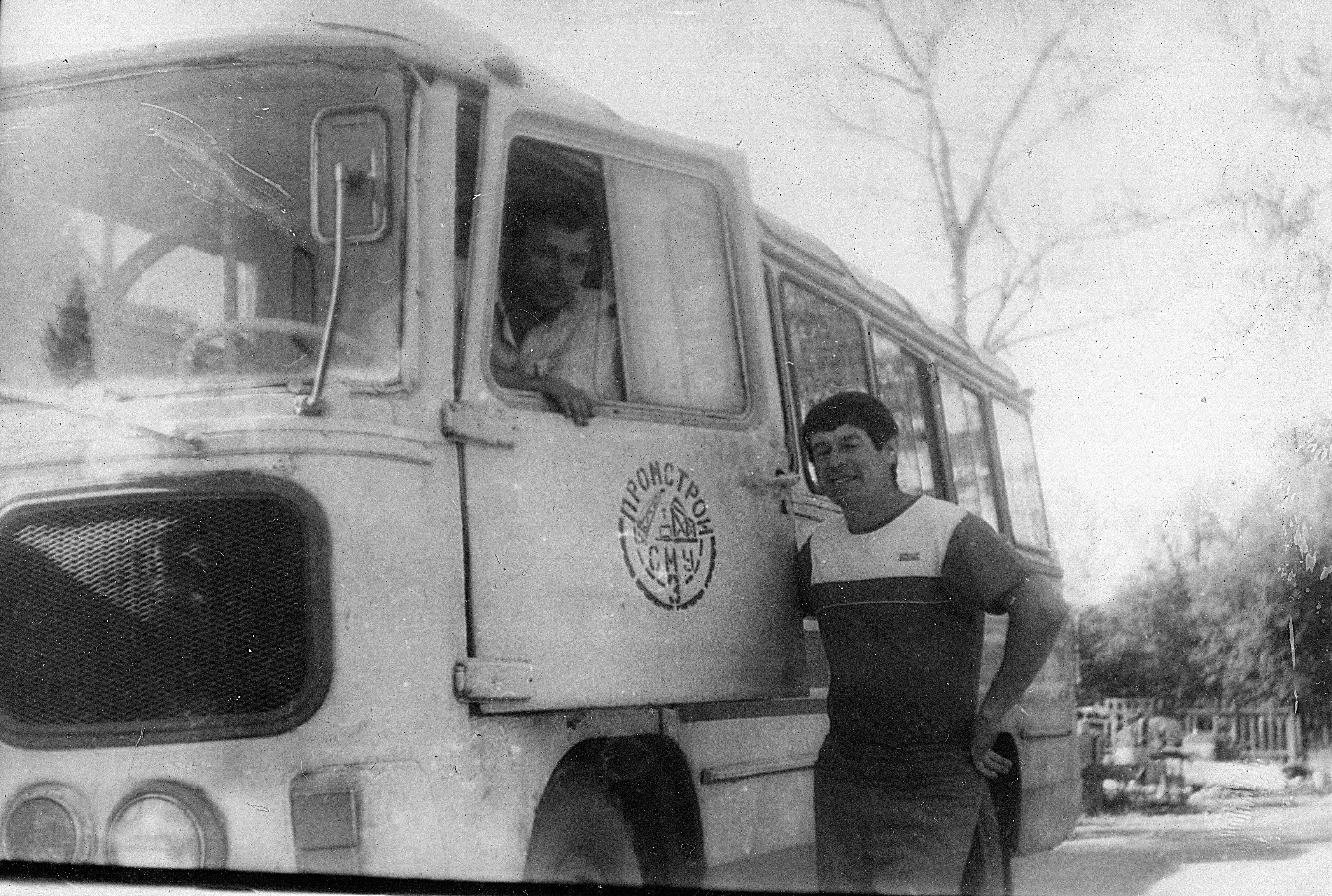
Водители автобуса ПАЗ-672, Якутия, 1990

(в скобках указаны годы производства)
- ПАЗ-672 (1967—1982) — базовый серийный автобус.
- ПАЗ-672А (1967—1968) — прогулочно-экскурсионный (опытный), с облегчённой крышей, без бокового остекления. Построено два автобуса.
- ПАЗ-672Б (1973—1982) — модернизированный. Выпущено 117 286 автобусов.
- ПАЗ-672В (1970) — шасси. Представляло собой основание кузова с двигателем, радиатором, КПП и рулевым управлением.
- ПАЗ-672ВЮ (1973—1989) — шасси в тропическом исполнении. Поставлялось на Кубу, где использовалось для производства автобусов марки Giron. Изготовлено 21 100 шасси.
- ПАЗ-672Г (1983—1986) — горный. Отличался двумя топливными баками по 105 л, ремнями безопасности на каждом сиденье, гидроусилителем рулевого управления и усиленными тормозами, отсутствием задней пассажирской двери и остекления в скатах крыши. Выпущено 575 автобусов.
- ПАЗ-672Д (1972) — дизельный (опытный). Построено два автобуса.
- ПАЗ-672Ж (1985—1989) — газобаллонный. Разработан совместно с Рязанским заводом газовой аппаратуры. Отличался газовыми баллонами, установленными в задней части крыши. Некоторые автопредприятия самостоятельно переоборудовали автобусы под использование газового топлива.
- ПАЗ-672М (1982—1989) — модернизированный. Часть автобусов выпускалась с одной пассажирской дверью, за счёт чего было добавлено два сидячих места. Выпущено 90 645 автобусов.
- ПАЗ-672С (1969—1989) — в северном исполнении. Отличался окнами с двойным остеклением и без форточек, отсутствием окон в скатах крыши, дополнительным отопителем салона, более мощным генератором, наличием второго аккумулятора. Выпущено 7147 автобусов.
- ПАЗ-672Т — туристический. Отличался распашными пассажирскими дверями, мягкими сиденьями с регулируемыми по наклону спинками, откидными багажными сетками, удлинёнными рессорами. Выпускался мелкими партиями.
- ПАЗ-672ТЛ (1978—1979) — передвижная лаборатория для комплексного исследования спортсменов на двух автобусах. Изготовлено 10 комплектов.
- ПАЗ-672У (1969—1981) — экспортный. Поставлялся в европейские социалистические страны и Монголию.
- ПАЗ-672УМ (1981—1989) — модернизированный экспортный.
- ПАЗ-672УМ (олимпийская серия) (1979—1980) — автобусы для обслуживания персонала Игр Московской Олимпиады 1980 года, членов олимпийских делегаций и других нужд оргкомитета. Отличались улучшенной отделкой. Выпущено 50 автобусов.
- ПАЗ-672Ю (1970—1989) — экспортный тропический. Отличался применением коррозиостойких материалов, специальной резины и пластмасс, отсутствием остекления в скатах крыши, дополнительным бензобаком. Поставлялся в страны Африки, Юго-Восточной Азии и на Кубу.
- ПАЗ-3201 (1972—1982) — полноприводный автобус. Не имел задней двери, за счёт чего количество сидячих мест было доведено до 26 (к Олимпиаде-80 выпущена партия автобусов с двумя дверями). Предназначался для эксплуатации в условиях бездорожья. Выпущено 636 автобусов.
- ПАЗ-320101 (1982—1989) — модернизированный полноприводный автобус.
- ПАЗ-320107 (1975) — шасси в тропическом исполнении.
- ПАЗ-3201С (1973—1989) — северный. Отличался окнами с двойным остеклением и без форточек, отсутствием окон в скатах крыши. Выпущено 6114 автобусов.
- ПАЗ-3742 (1977—1989) — рефрижератор для перевозки скоропортящихся продуктов. Внешне отличался полным отсутствием боковых окон, двумя дверьми грузового отсека (справа и в корме) и двумя дверьми отсеков регулировки холодильной установки. На ПАЗе выпущено 806 рефрижераторов. С 1978 года к производству подключён Бакинский завод специализированных автомобилей. В 1980 году производство полностью передано на БЗСА. Народное название этих фургонов — «пингвины» (из-за изображения пары пингвинов на задней двери рефрижератора, но были и фургоны с изображением Девичьей башни[2])[3]

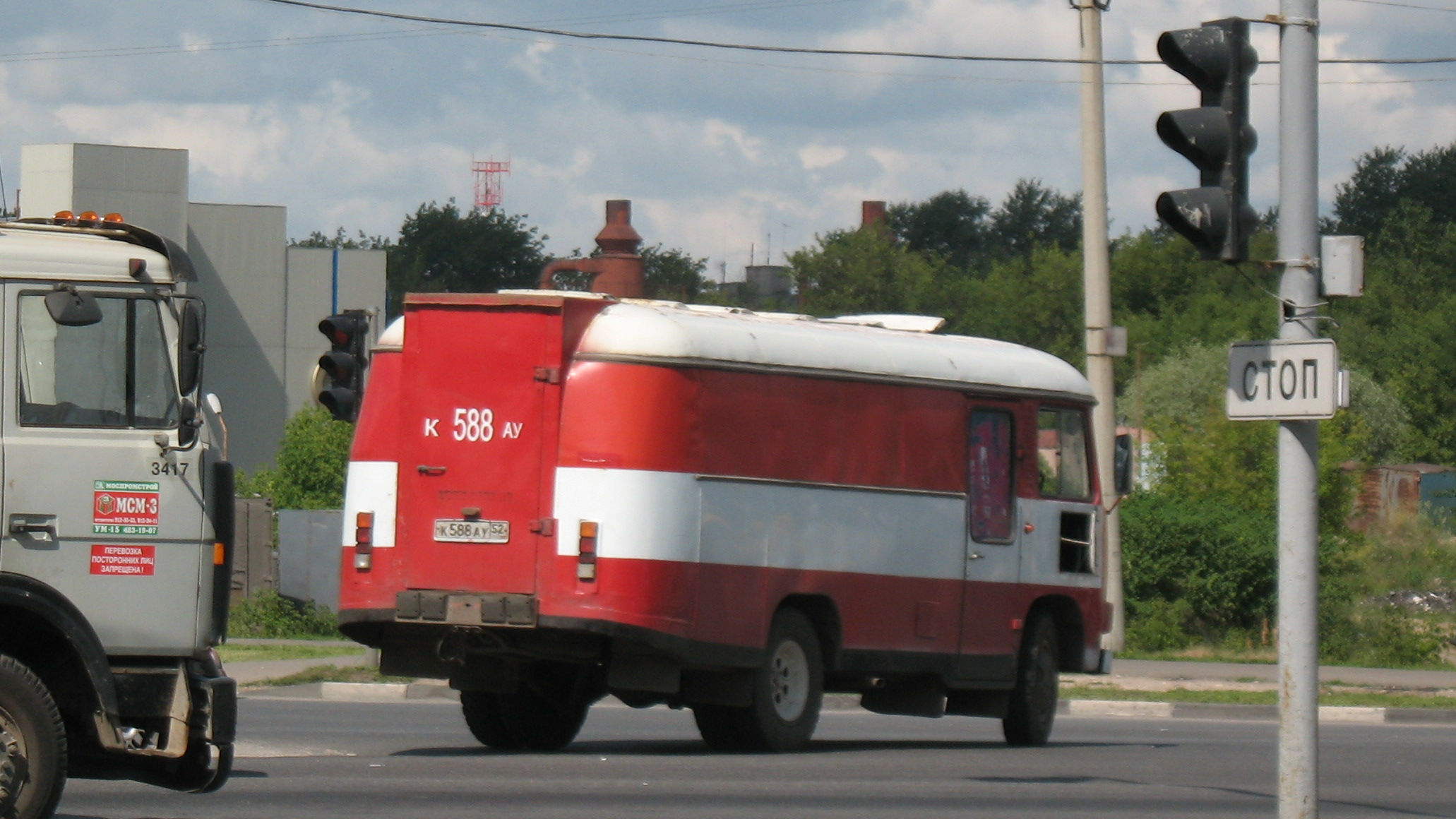
Перекрашенный ПАЗ-3742/37421 1984 г.в. заехал в Москву (2007)

- Перекрашенный ПАЗ-3742/37421 1984 г.в. заехал в Москву (2007)ПАЗ-37421 (1977—1989) — изотермический фургон. От ПАЗ-3742 отличался отсутствием холодильной установки. На ПАЗе выпущено 254 фургона. С 1980 года выпускался на БЗСА.
- ПАЗ-3916 (1978—1979) — телевизионная аппаратная. Разработана совместно с Кировоградским заводом радиоизделий. Изготовлено 22 аппаратных.
- КТ-201 (1976 — 1982) — ритуальный (катафалки). Переоборудовался Арзамасским заводом коммунального машиностроения из серийного ПАЗ-672. Автобус имел заднюю дверь и специальные полозья для гроба, пассажирские сиденья располагались вдоль бортов.
- КТ-201А (1982—1989) — ритуальный на базе ПАЗ-672М.
- БакАЗ-3219 (1989—1993) — пассажирский автобус на базе БЗСА-3742, с удалённой холодильной установкой, вырезанными окнами и вмонтированными сидениями. Производился в результате переизбытка комплектующих для рефрижераторов БЗСА-3742. Также на заводе БакАЗ (новое название Бакинского завода специализированных автомобилей) выпускалась медицинская лаборатория на базе пассажирского БакАЗ-3219.

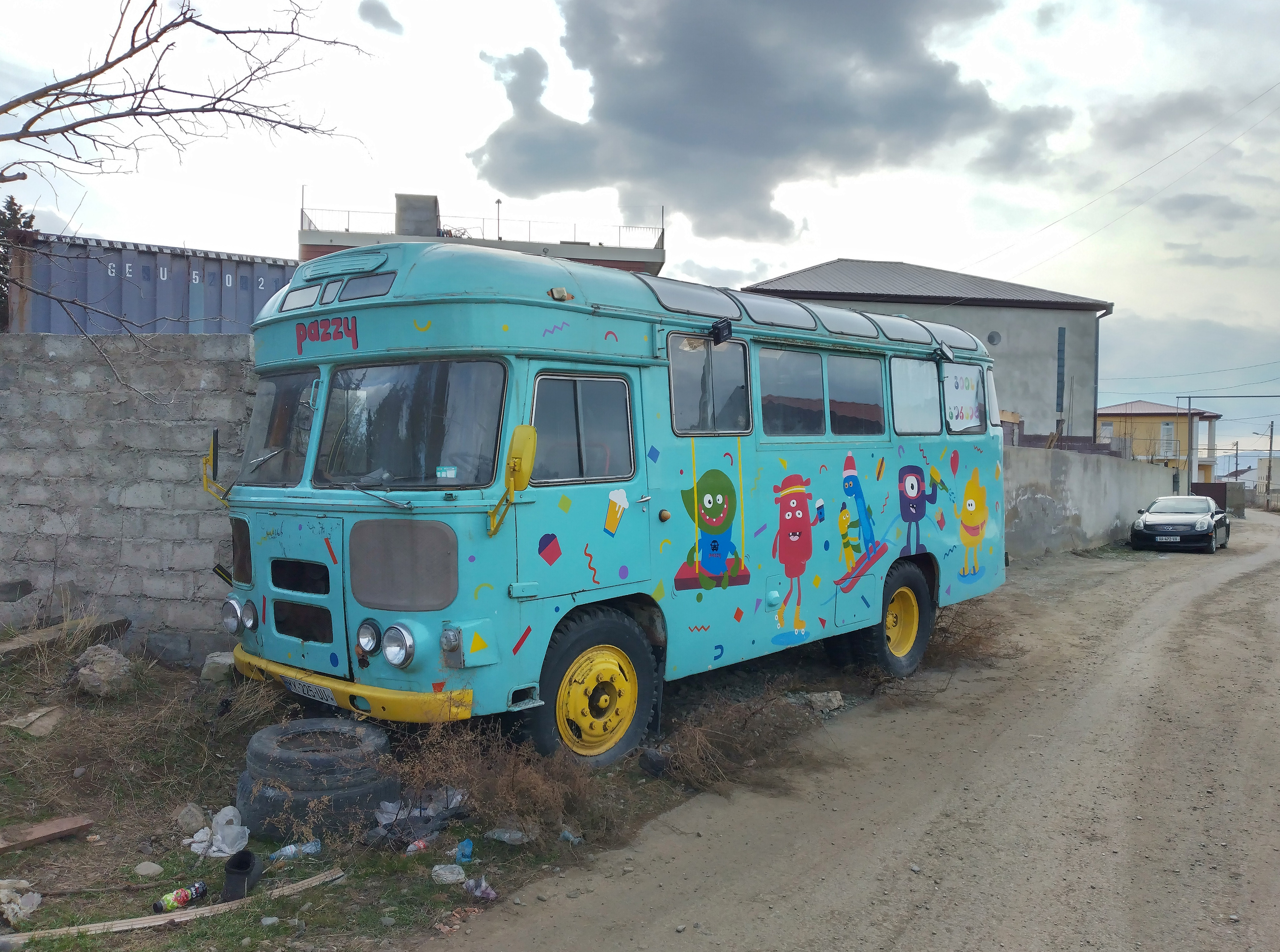
БакАЗ. Тбилиси, Грузия, 2023.

## Автобусы-памятники и экспонаты
- Верхняя Пышма (экспонат Музейного комплекса УГМК)
- Гуково[4][5]
- Истра[6]
- Мензелинск[7]
- Омск
- Таштагол (с 2018)

## В игровой и сувенирной индустрии
- Модельные фирмы «Финоко» (г. Омск) и «Вектор-моделс» (г. Херсон) выпускают масштабные модели ПАЗ-672 в масштабе 1:43. А так же модель рефрижератора ПАЗ-3742 и ПАЗ-3916 - телевизионная аппаратная.
- Модельная фирма «Classicbus» выпускает масштабные модели ПАЗ-672 и ПАЗ-672М в масштабе 1:43.
- Модельная фирма «Советский Автобус» («СовА») также производит модель автобуса ПАЗ-672М в нескольких исполнениях (обычный пассажирский, санитарный, милицейский, пожарный), кроме того, она выпускает модель полноприводного ПАЗ-3201.
- В сентябре 2013 года модельная фирма «Советский Автобус» предложила коллекционерам модель рефрижератора ПАЗ-3742, в народе именуемого «Пингвин». Также модель 3742 выпускает фирма «Вектор-моделс» (г. Херсон).
- 20 апреля 2020 года в журнальной серии «Наши автобусы» от модельной фирмы Modimio вышла модель автобуса ПАЗ-672М под № 7 «Любимец публики». Модель имеет одну пассажирскую дверь, сделана из металла и пластика, белого цвета с синими полосами.
- 20 июля 2019 года в игру Bus driver simulator от российских разработчиков Kishmish games добавили платное DLC в которое входит ПАЗ 672. Вместе с автобусом идёт два варианта расцветки, а также старый и новый варианты расположения фар.